# Acrotomodes croceata
Acrotomodes croceata es una especie de polilla perteneciente a la familia Geometridae, descrita por primera vez por el lepidopterólogo inglés William Warren en 1910 con distribución en Perú.